# Konservative Revolution
Konservative Revolution ist ein Sammelbegriff für politische Strömungen, die sich in der Weimarer Republik entwickelten. Gemeinsam waren diesen Strömungen entschieden antiliberale, antidemokratische, antiegalitäre und ultranationalistische Züge. Ihre Ideologien werden von Historikern der vergleichenden Faschismusforschung vollständig oder zumindest teilweise einem eigenständigen, vom Nationalsozialismus abzugrenzenden „deutschen Faschismus“ zugeordnet. Damit unterschied sich die Konservative Revolution grundlegend vom traditionellen Konservatismusbegriff der Deutschen Zentrumspartei oder der Deutschnationalen Volkspartei und manifestierte sich nicht in einer politischen Partei. Die Konservative Revolution wird in der Geschichtswissenschaft als Wegbereiter für den Nationalsozialismus behandelt. Der Begriff wurde popularisiert durch das 1949 erstmals erschienene Handbuch Die Konservative Revolution in Deutschland 1918–1932 von Armin Mohler. Heute greifen Vertreter der Neuen Rechten auf die Ideologiemuster der Konservativen Revolution zurück.
In der Fachwissenschaft ist der Begriff Konservative Revolution wegen der starken Heterogenität der damit zusammengefassten Ideologeme und weil er verwendet wird, um ultranationalistisches und antidemokratisches Denken salonfähig zu machen, bis heute umstritten. Seltener wird er in jüngster Zeit auch für verschiedene, meist dem Neokonservatismus zugeordnete Vorgänge, Personen und Tendenzen der jüngeren Vergangenheit verwendet.

## Begriffsgeschichte

### Die konservative Revolution
Friedrich Engels schrieb im Februar 1848 in Bezug auf den polnischen Novemberaufstand von 1830 (in französischer Sprache):

„Sprechen wir es offen aus: der Aufstand von 1830 war weder eine nationale Revolution (er schloß drei Viertel Polens aus), noch eine soziale oder politische Revolution; er änderte nichts an der inneren Lage des Volkes; das war eine konservative Revolution.“

Der Begriff der „konservativen Revolution“ entsprach im englischen Sprachraum dem der Reform oder friedlichen Revolution. Der englische Gelehrte Thomas Babington Macaulay beschrieb im November 1848 die Glorious Revolution im Gegensatz zur Französischen Revolution als „preserving revolution“. Sein Landsmann William Hepworth Dixon nutzte im zweiten Band seiner 1872 erschienenen historischen Abhandlung Free Russia den Begriff „conservative Revolution“ für die Auswirkungen der Großen Reformen Zar Alexanders II. innerhalb des christlich-orthodoxen Klerus. Der US-amerikanische Historiker John Fiske gebrauchte das Attribut conservative, um die moderate Durchsetzung von Erneuerungen in der Amerikanischen Revolution im Vergleich zur Französischen Revolution zu benennen.
Armin Mohler nannte dagegen als früheste Datierung einen Artikel vom 24. Mai 1848 in der Zeitung Die Volksstimme, in dem das Wortpaar „Revolutionäre Reaktionäre und konservative Revolutionäre“ in einer Aufzählung vorkomme. 1851 habe nach Mohler möglicherweise der Autor Aurelio Buddeus in seinem Werk Russland und die Gegenwart den Begriff verwendet, und als Buchtitel tauche der Ausdruck „konservative Revolution“ bereits 1875 bei Juri Samarin (1819–1876), einem Vorkämpfer für die Abschaffung der Leibeigenschaft in Russland und slawophilen Nationalisten, auf. Weiterhin zählte er den russischen Schriftsteller Fjodor Michailowitsch Dostojewski und Charles Maurras, Anführer der Action française, auf.
Tatsächlich gebrauchte der Deutschbalte Aurelio Buddeus im Inhaltsverzeichnis seines zweiten Bandes von Russland und die Gegenwart 1851 den Untertitel „Revolutionärer Conservatismus“. Er beschrieb damit das Zusammenspiel von Bürokratie und zentralistischer Macht in Russland. Die Macht des Zaren werde durch die forcierte Durchsetzung von Gesetzen gestärkt und das Aufkommen einer nichtzaristischen Führung verhindert. Juri Samarin veröffentlichte 1875 gemeinsam mit Fjodor Michailowitsch Dmitrijew die Schrift Revolutionärer Konservatismus (russ. Революционный консерватизмъ), in der er die reaktionären Gegner der Landreform attackierte. Dostojewski griff namentlich auf Samarins Bezeichnung zurück, um eine Clique von Ordensträgern am russischen Hof als Gegenstück zu den Radikalen, Sozialisten und Nihilisten zu bestimmen. Ähnliche Bedeutung hatte der Begriff „Revolutionär rückwärts“. In diesem Sinne steht der Begriff Konservative Revolution bei Samarin wie Dostojewski für die Reaktion. Der reformierte Theologe Alexander Schweizer nannte bereits 1846 den Züriputsch, die gewaltsame Vertreibung der liberalen Zürcher Regierung im September 1839 durch die reaktionäre Landbevölkerung, eine „konservative Revolution“. Lediglich auf Maurras trifft Mohlers Verständnis von der Konservativen Revolution zu.

### Der Begriff im frühen 20. Jahrhundert
Um 1880 bis ins frühe 20. Jahrhundert unterlag der Begriff Konservative Revolution einem deutlichen Wandel, denn er sollte fortan mit einer Reform oder der Reaktion wenig gemein haben. Setzten sich die Angehörigen der Reaktion aus Adel und Klerus zusammen, gehörten die Vertreter der von Armin Mohler 1950 unter dem Schlagwort Konservativen Revolution zusammengefassten deutschen Antimodernisten mehrheitlich dem akademischen Bürgertum und der aufsteigenden Mittelschicht an. Ihr Ziel war nicht die Wiedereinführung der Monarchie und die Rückkehr zu einem vorrevolutionären Zeitalter, sondern – den Revolutionären nicht unähnlich – die Errichtung eines ahistorischen Idealzustandes. Anders als Konservative strebten sie keine Bewahrung durch Wandel an. In der Frage nach der Französischen Revolution werden die Unterschiede zur Reaktion wie dem Konservatismus deutlich; will der Reaktionär die Revolution durch die Rückkehr zum vorrevolutionären Zustand dem Vergessen anheimgeben, gestaltet der Konservative ihre Auswirkungen, während der revolutionäre Konservative sie in der Zeit zu vernichten strebt. Trotz Mohlers Versuch, die christliche von einer heidnischen Zeitvorstellung zu unterscheiden, zeigt sich hier die Nähe zur apokalyptischen Zeitvorstellung.
Im deutschen Sprachraum kursierten Begriffe wie Konservative Kraft (Moeller van den Bruck, 1910), schöpferische Restauration (Rudolf Borchardt, 1927) deutsche Revolution (Edgar Julius Jung, 1933) oder Revolution von rechts (Hans Freyer, 1931). Nicht alle Vertreter jener Revolte gebrauchten den Begriff (Maurice Barrès), andere wollten diesen nur auf dem Gebiet des Geistes verwirklicht sehen und hatten vordergründig keine politischen Ambitionen.

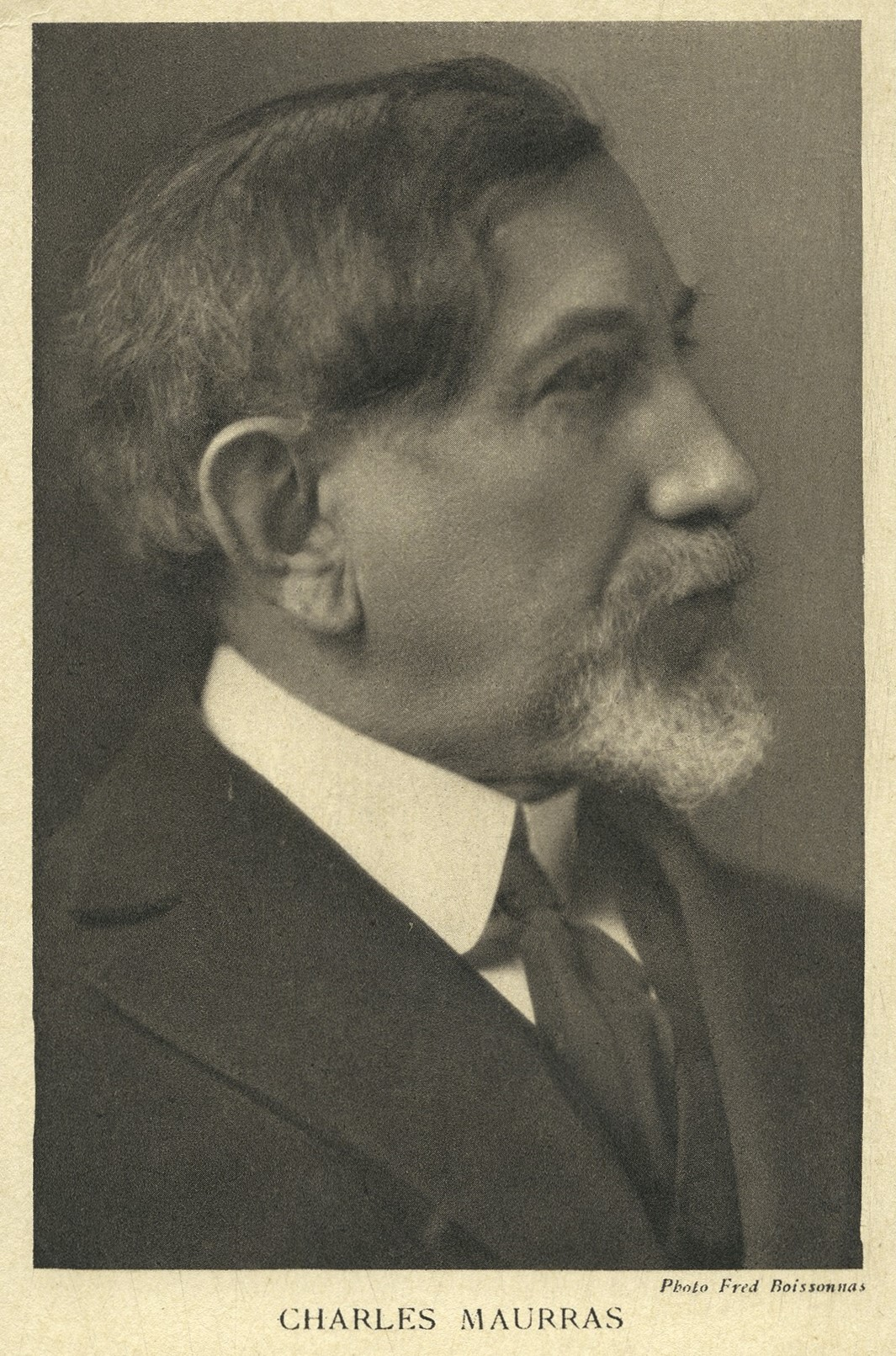
Charles Maurras (1925)

Charles Maurras benutzte den Begriff in seinem Werk Enquête sur la monarchie (1900). Er beschreibt damit eine radikale Reaktion als Revolution gegen die Revolution, durch eine entschlossene und gut organisierte Minorität.

„In der Praxis wird man eine Revolution, vor allem eine konservative Revolution, eine Restauration, eine Rückkehr zur Ordnung nur mit der Hilfe gewisser Elemente in Verwaltung und Militär erfolgreich durchführen.“

Royalisten und Bourgeoisie wählten bis in die 1880er Jahre den Staatsstreich und die Einsetzung einer Diktatur als Mittel gegen die Republik. Die Taktik, durch eine Minorität gewaltsam politische Macht zu erlangen, hatten bereits die Republikaner und Mitglieder der Pariser Kommune Louis-Auguste Blanqui und Gaston Da Costa vertreten. Der Badische Revolutionär Karl Heinzen empfahl 1881 in Murder and Liberty, Gewalt gar als Mittel zum Zweck gegen europäische Monarchen und Zivilisten einzusetzen.
Thomas Mann bezog ihn in seiner Russischen Anthologie (1921) auf Friedrich Nietzsche:

„Seine Synthese ist die von Aufklärung und Glauben, von Freiheit und Gebundenheit, von Geist und Fleisch, ‚Gott‘ und ‚Welt‘. Es ist, künstlerisch ausgedrückt, die von Sinnlichkeit und Kritizismus, politisch ausgedrückt, die von Konservatismus und Revolution. Denn Konservatismus braucht nur Geist zu haben, um revolutionärer zu sein als irgendwelche positivistisch liberalistische Aufklärung, und Nietzsche selbst war von Anbeginn, schon in den ‚Unzeitgemäßen Betrachtungen‘, nichts anderes als konservative Revolution.“

Mann hatte Dmitri Sergejewitsch Mereschkowskis 1903 ins Deutsche übersetzten Essay Tolstoi und Dostojewski als Menschen und als Künstler. Eine kritische Würdigung ihres Lebens und Schaffens rezipiert. Der russische Symbolist sah in beiden Erzählern Vertreter des Kampfes zwischen Fleisch und Geist, dessen Versöhnung im Dritten Reich gelingen möge. In seinem 1947 veröffentlichten Roman Doktor Faustus gab der spätere Vernunftrepublikaner folgende Bestimmung:

„Radikalismus der Bewahrung, der nichts Kavaliersmäßiges mehr, sondern eher etwas Revolutionäres hatte und zersetzender anmutet als jeder Liberalismus, dabei aber eben doch, wie zum Hohn, einen löblich konservativen Appell besaß.“

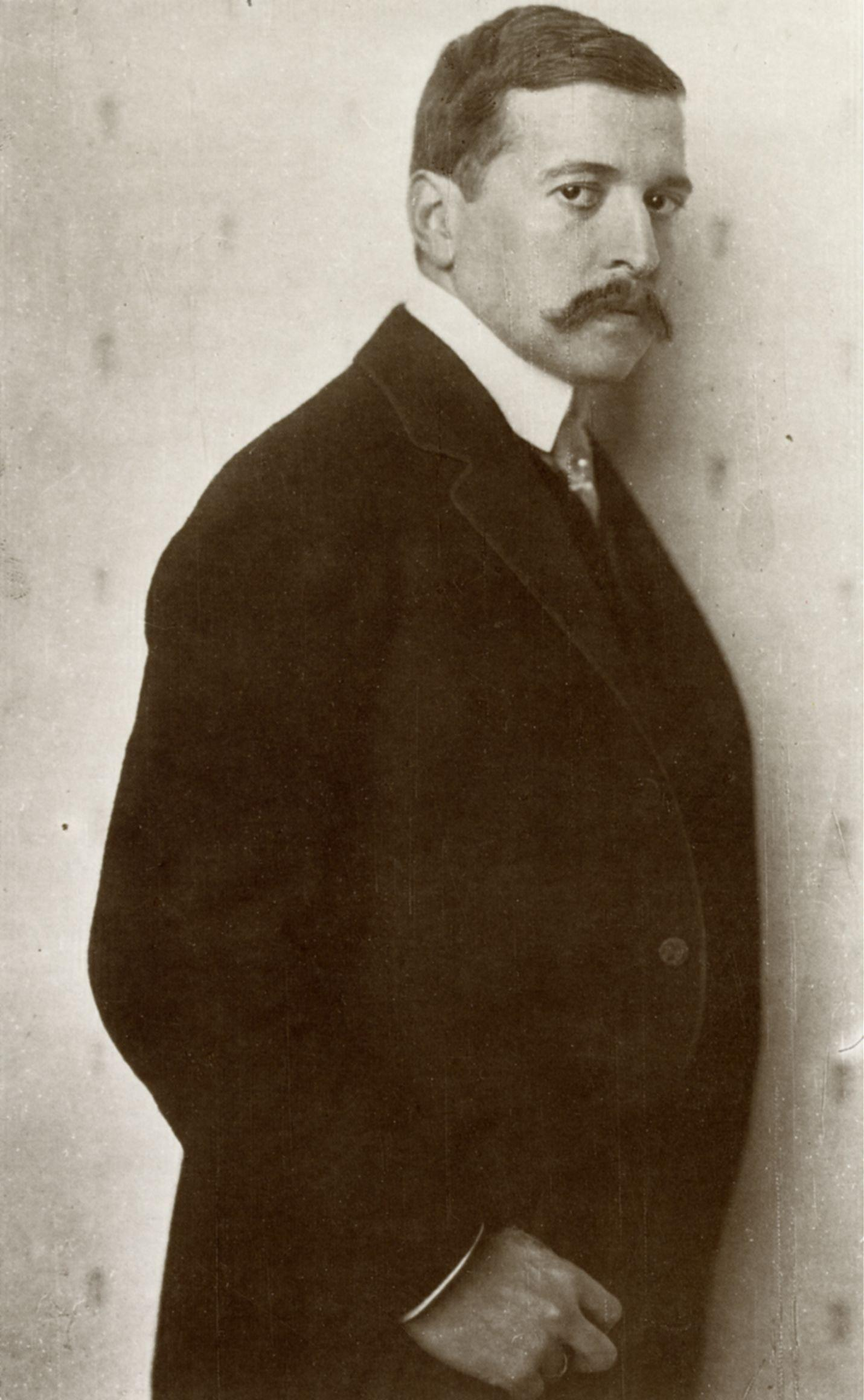
Hugo von Hofmannsthal, 1910

Hugo von Hofmannsthal wählte den Begriff am Ende seiner Rede Das Schrifttum als geistiger Raum der Nation:

„Der Prozess von dem ich rede, ist nichts anderes als eine konservative Revolution von einem Umfange, wie die europäische Geschichte ihn nicht kennt. Ihr Ziel ist Form, eine neue deutsche Wirklichkeit, an der die ganze Nation teilnehmen könne.“

Er wollte ausgehend von der Literatur ein nationales Traditionsbewusstsein schaffen, das auch durch historische Umwälzungen nicht zerrissen werden könnte. Während Frankreich als Nation durch ein unzerreißbares Gewebe der Sprache und des Geistes zusammengehalten werde, seien die „produktiven Geisteskräfte“ Deutschlands zerrissen; hier sei der Begriff der geistigen Tradition kaum anerkannt. Obwohl der Begriff bei Hofmannsthal noch nicht unmittelbar politisch gemeint war, wurde die Rede von national-konservativer Seite positiv aufgegriffen. Das veranlasste Thomas Mann gegenüber Hofmannsthal kurz darauf zu sorgenvollen Einwänden, wie er 1955 in einem Brief an Willy Haas schrieb:

„Und doch, in was für Mäuler ist das Wort von der Konservativen Revolution dann übergegangen! Es sind mir auch nicht ganz die Rechten, so fein sie sind, die auch heute diese Rede besonders hochhalten.“

Ab etwa 1930 verwendeten der konservative Volkstums-Theoretiker Wilhelm Stapel und der Jurist und Politiker Edgar Julius Jung den Begriff in ihren politischen Schriften. 
1941 erschien in den Vereinigten Staaten das Buch The Conservative Revolution (dt.: Die Konservative Revolution – Versuch und Bruch mit Hitler) von Hermann Rauschning. Der ehemalige Senatspräsident Danzigs hatte sich von einem 1939 erschienenen Aufsatz des Germanisten Detlev W. Schumann (1900–1986) über Hofmannsthals Rede inspirieren lassen. Darin definiert Rauschning die Konservative Revolution als Gegenkraft gegen die Bewegung, die mit der Französischen Revolution zum Sieg gekommen war, namentlich den Glauben an die Veränderbarkeit des Menschen, die verstandesmäßige Durchschaubarkeit aller Dinge und den Versuch, jeden Gegenstand allein aus sich selbst zu begreifen.
Armin Mohler, der in den 1950er Jahren Privatsekretär Ernst Jüngers war, löste mit seiner Dissertation Die Konservative Revolution in Deutschland 1918–1932 eine breite historisch-politische Debatte aus. Mohler bezog den Begriff auf etwa 350 Personen, die er fünf verschiedenen republikfeindlichen, aber nur zum Teil nationalsozialistischen Gruppen zuordnete. Diese stellte er als eine eigenständige Strömung der Weimarer Zeit mit einem politischen Profil dar, das sich zum Teil deutlich vom Nationalsozialismus unterschieden habe.
Trotz ähnlicher Denker und Strömungen in anderen europäischen Ländern – etwa Georges Sorel, Maurice Barrès, Julius Evola, Vilfredo Pareto oder Wladimir Zeev Jabotinsky – wird der Begriff im Deutschen meist nur auf die deutsche Fraktion aus der Zeit der Weimarer Republik bezogen.

### Wissenschaftliche Rezeption des Begriffs
Mohlers Begriff wird im wissenschaftlichen Diskurs heute weithin verwendet, um die weder nationalsozialistische noch monarchistische republikfeindliche Rechte der Weimarer Republik mit ihrer Kulturkritik und ihrem Widerstand gegen gesellschaftliche Modernisierungsprozesse zu beschreiben. Für den französischen Germanisten Louis Dupeux war die Konservative Revolution in der Weimarer Republik die dominierende Ideologie, die als deutscher Präfaschismus (préfascisme allemand) anzusehen sei.
Aufgrund der starken Heterogenität der so zusammengefassten Ansätze und Ideen ist der Begriff allerdings bis heute umstritten. Der amerikanische Historiker Peter Gay rückt den Begriff „Konservative Revolution“ in einen Zusammenhang mit Prägungen wie „Jungkonservative“, „Nationalbolschewismus“ oder „Preußischer Sozialismus“:

„Das waren augenscheinlich verantwortungsvolle Versuche, sich von der herkömmlichen politischen Terminologie zu lösen, doch zeugten sie in Wirklichkeit nur von einem perversen Vergnügen am Paradoxen und waren ein bewußter, lebensgefährlicher Angriff auf die Vernunft.“

Der Soziologe Stefan Breuer kritisiert: „Das Syntagma Konservative Revolution ist eine der erfolgreichsten Schöpfungen der neueren Ideengeschichtsschreibung […] ein unhaltbarer Begriff, der mehr Verwirrung als Klarheit stiftet.“ Gleichwohl sei er historisch wirksam geworden. Breuer schlägt stattdessen den Terminus „Neuer Nationalismus“ vor, der sich in der Fachwissenschaft aber nicht durchgesetzt hat.
Die Historiker Eberhard Kolb und Dirk Schumann nehmen Anstoß an Mohlers apologetischer Tendenz: Er selbst habe sein Buch als „Hilfe für die rechte Intelligenz in Deutschland“ bezeichnet und sei bezeichnenderweise der Frage aus dem Weg gegangen, inwieweit die von ihm zusammengefassten Rechtsintellektuellen zum Aufstieg des Nationalsozialismus beitrugen.
Der Historiker Volker Weiß kritisiert zahlreiche Auslassungen und Legenden, derer sich Mohler bedient habe. So lasse er die Verstrickungen mehrerer seiner Protagonisten in den Nationalsozialismus wie Carl Schmitt, Ernst Forsthoff, Hans Grimm, Giselher Wirsing oder Max Hildebert Boehm einfach weg. Andere wie Ernst Jünger oder Edgar Julius Jung hätten zwar eine gewisse Distanz zum Nationalsozialismus gehalten, stattdessen aber den italienischen Faschismus vorbehaltlos bewundert. Dass Mohler entschiedene Antisemiten wie Heinrich Claß, Hans F. K. Günther und Houston Stewart Chamberlain, die „aus der Vorgeschichte des Nationalsozialismus nicht wegzudenken“ seien, ebenfalls in die Konservative Revolution einreihe, mache seine Zusammenstellung „endgültig grotesk“. Bei seinem „zwischen Wissenschaft und Mythos“ schwankenden Vorgehen sei es Mohler in erster Linie darum gegangen, eine nicht-nationalsozialistische deutsche Rechte zu konstruieren und die Reichsidee in den politischen Diskurs der Bundesrepublik hinüberzuretten. Volker Weiß konstatiert: „Mohler hatte mit der Erfindung der ‚Konservativen Revolution‘ der Geisteswelt des Faschismus unmittelbar nach dessen Niederlage ein Refugium geschaffen.“
Der Journalist Thomas Assheuer bezeichnet Mohlers Arbeit als „Verkaufstrick“ in der Absicht, ein politisches Bündnis der Rechtsradikalen mit den Konservativen der Bundesrepublik zu ermöglichen:

„Die hochaggressiven Traditionsbestände sollten nicht mehr als rechts, sie sollten fortan als konservativ etikettiert werden. […] Das alte Gedankengut [wurde] säuberlich vom Faschismusverdacht gereinigt und dem Publikum als normale konservative Grundnahrung schmackhaft gemacht.“

Der Historiker Fabian Weber nennt Mohlers Konstruktion einer nicht-nationalsozialistischen deutschen Rechten einen „Mythos“, mit dem er versucht habe, „den Konservatismus in der Bundesrepublik […] kämpferisch aufzuladen“. Zu diesem Zweck habe er den teils offen zu Tage liegenden Antisemitismus seiner Protagonisten wie Carl Schmitt, Hans Blüher oder Ernst Niekisch absichtsvoll verschwiegen. Dementsprechend wütend habe er auf die 1959 erschienene Dokumentensammlung Das Dritte Reich und seine Denker von Joseph Wulf und Léon Poliakov reagiert, die die Nähe von zahlreichen Protagonisten zum Nationalsozialismus belegt, und verriss sie in der Zeitung Christ und Welt.

## Bekannte Vertreter
Zu der Richtung oder ihrem Umfeld zählt Mohler mit unterschiedlicher Gewichtung u. a.:
- Hans Blüher
- Hans Freyer
- Hugo von Hofmannsthal und die Lensch-Cunow-Haenisch-Gruppe
- die Brüder Ernst Jünger und Friedrich Georg Jünger
- Edgar Julius Jung
- Ludwig Klages
- Arthur Moeller van den Bruck und dessen Juniklub
- Ernst Niekisch
- Martin Niemöller
- Georg Quabbe
- Ernst von Salomon
- Carl Schmitt
- Othmar Spann
- Oswald Spengler
- Wilhelm Stapel
- August Winnig
- Hans Zehrer und der Tat-Kreis

Ein wirkungsmächtiger geistiger Einfluss auf Vertreter dieser Strömung wird nach Mohler dem Dichter Stefan George zugesprochen. Thomas Mann distanzierte sich ab 1922 zunehmend von seiner konservativ-monarchistischen Einstellung, die er noch in den Betrachtungen eines Unpolitischen und in anderen Publikationen gezeigt hatte, und trat für die Weimarer Republik und ihre Werte ein. In einer Tagebuchnotiz vom 26. September 1933 bezeichnete er den Nationalsozialismus als „politische Wirklichkeit jener konservativen Revolution“, einer geistigen Bewegung, der er aus „Abscheu vor ihrer Realität“ widerstanden habe.
Auch die Zuordnung von Ernst Jünger zur Konservativen Revolution bzw. den Jungkonservativen ist umstritten.

## Ideenwelt
Die Autoren der Konservativen Revolution bildeten keine feste Gruppe, sondern eher ein verzweigtes publizistisches Geflecht. Sie schufen keine einheitliche Doktrin, bemühten sich jedoch alle, ähnlich dem italienischen Faschismus, die „Phänomene der Moderne“ in eine theoretische Synthese mit einer rechten Weltanschauung zu bringen. Die Konservative Revolution kann auch als Reaktion auf eine von Teilen des Bürgertums als krisenhaft empfundene gesellschaftliche Modernisierung verstanden werden, als eine intellektuelle Suchbewegung im Umbruch der sich durchsetzenden Moderne. So interpretiert Rolf Peter Sieferle sie als einen „deutschen antiwestlichen Übermodernismus“ und „den Versuch einer revolutionären Überwindung der Technikkritik“, und Richard Herzinger sieht in ihr „den Versuch der Überbietung des Modernisierungsprozesses“.
Die Konservative Revolution ist anhand ihres Verhältnisses zu und ihrer Definition von wesentlichen Begriffen und Theorien der Geistesgeschichte und Gesellschaftslehre zu charakterisieren. Aufgrund der mangelnden Trennschärfe des Begriffs „Konservative Revolution“ zu anderen rechtsgerichteten, aber auch gänzlich anders orientierten Bestrebungen der Zeit, sowie wegen der Uneinheitlichkeit ihrer Untergruppierungen (nach Mohler) und des ausgeprägten Individualismus ihrer „wichtigsten Vertreter“, sollte dies aber stets als ein eher „andeutender Versuch der gedanklichen Annäherung“ als eine strikte Einordnung betrachtet werden.
Wie Mohler beschreibt, können viele Widersprüche dieser angeblichen Bewegung verstanden werden, wenn man ihre Ziele analysiert. So habe sie versucht, die gegensätzlichen (antagonistischen) – aus ihrer Sicht nur scheinbaren und „Deutschland spaltenden“ – Begriffe des politischen Spektrums wie „rechts – links“, „konservativ – revolutionär“, „nationalistisch – sozialistisch“, „individualistisch – kollektivistisch“ u. a. zu überwinden und in Gebilden wie einer unklar definierten „Mitte“ bzw. einem „dritten Weg“ (Drittes Reich) aufzulösen bzw. zu integrieren.
Speziell das wissenschaftlich umstrittene, weltanschaulich sehr widersprüchliche Verhältnis der Konservativen Revolution zum Nationalsozialismus lässt sich nach Kurt Sontheimer nur beschreiben, wenn die gemeinsamen Wurzeln, aber auch Unterschiede zwischen beiden berücksichtigt werden. Die inneren Widersprüche der Konservativen Revolution und des Nationalsozialismus sowie die internen Machtkämpfe zu Beginn der nationalsozialistischen Bewegung und „Machtergreifung“ sollten dabei nicht übersehen werden.

### Antidemokratisches Denken
Der „neue Konservatismus“ heftet sich nicht an angeblich „bloß Historisches“ sowie Formen und Typen politischer Gestaltung. Er lehnt eine rein zweckgerichtete, politische Vernunftordnung ab. Er ist in wesentlichen Teilen bewusst irrational und beruft sich stattdessen auf vorgeblich ewig gültige Werte und Ideale als Basis der Gesellschaft. Er ist nach Gustav Steinbömer „orientiert an der ewigen ‚ordre de cœur‘ [Ordnung des Herzens], nicht an den wechselnden Idealen der Ratio“. Einer ihrer Vertreter, Edgar Julius Jung, drückte dies 1932 in folgenden Worten aus:

„Konservative Revolution nennen wir die Wiedereinsetzung aller jener elementaren Gesetze und Werte, ohne welche der Mensch den Zusammenhang mit der Natur und mit Gott verliert und keine wahre Ordnung aufbauen kann. An Stelle der Gleichheit tritt die innere Wertigkeit, an Stelle der sozialen Gesinnung der gerechte Einbau in die gestufte Gesellschaft, …“

Hans Mommsens Analyse geht in eine ähnliche Richtung. Ein antibürgerlicher Affekt großer Teile der Kriegs- und Nachkriegsgeneration habe sich in einer emotionalen Abkehr von interessenorientierter Politik ausgedrückt. Diese Einstellung habe Ernst von Salomon auf die autobiographisch geprägte Formel gebracht: „Was wir als politisch erkannten, das war schicksalsmäßig bedingt. Jenseits unserer Welt war die Politik interessenmäßig bedingt.“ Dieses Bekenntnis zum politischen Irrationalismus finde sich auch in einer Wendung Ernst Jüngers, der Instinkt sei der Intelligenz überlegen. Beide Autoren seien nicht nur für neokonservative Strömungen repräsentativ, sondern für die Angehörigen ihrer Altersgruppe, weil sie aus gesinnungsethischen Gründen das „unheroische Tagesgeschehen“ als „politischen Kuhhandel“ abtaten.
Einzelne Autoren erkennen in den Zielen, Idealen und Ideologien der Konservativen Revolution sogar eine starke Politikfremdheit. Carl von Ossietzky bezeichnete Moellers Drittes Reich als ein „politikfremdes Lamento von monotoner Melancholie“.

### Konservatismus
Der Begriff Konservatismus bzw. konservativ bezeichnete zunächst im Sinne des Strukturkonservatismus eine Haltung, die eine gewachsene Gesellschaftsordnung bewahren will und sich positiv auf deren konstituierende Wertvorstellungen bezieht. Die konservative Revolution sei in diesem klassischen Sinne nicht mehr konservativ. Sie wolle nicht Tradiertes bewahren, sondern neue „lebendige Werte“ setzen. Arthur Moeller van den Bruck, Vertreter der Konservativen Revolution, schreibt dazu:

„Der konservative Mensch […] sucht heute wieder die Stelle, die Anfang ist. Er ist jetzt notwendiger Erhalter und Empörer zugleich. Er wirft die Frage auf: was ist erhaltenswert?“

Dies „zu Erhaltende“ gilt es nach Auffassung des revolutionären Konservatismus erst noch zu schaffen. In diesem Sinne formulierte Moeller van den Bruck eine neue Definition, die noch heute von Konservativen und Neuen Rechten aufgegriffen wird: „Konservativ ist, Dinge zu schaffen, die zu erhalten sich lohnt.“
Tatsächlich traten viele Autoren der Konservativen Revolution nicht für eine konservative Restaurierung, sondern für eine radikale Erneuerung der Gesellschaft ein. Ihre Gedanken waren nicht antimodern, zielten aber auf eine „andere, eine deutsche Moderne“. Die Konservative Revolution grenzte sich dabei ebenso von den alten, als reaktionär begriffenen Konservativen wie vom Liberalismus ab. Sie trat dabei als eine vornehmlich literarisch-publizistische Bewegung in Erscheinung, die innerhalb eines sehr viel breiteren konservativen Spektrums zunehmende intellektuelle Anziehungskraft entfaltete.
Aus diesem Selbstverständnis wird auch der Widerspruch zwischen den scheinbar einander ausschließenden Begriffen „konservativ“ als „bewahrend“ und „Revolution“ als „Veränderung“ leichter begreiflich. So meinte der französische Neurechte Alain de Benoist in einem Interview: „Was den Ausdruck ‚Konservative Revolution‘ betrifft, scheiden sich an ihm die Geister, vor allem weil er als ein Oxymoron erscheint, ein paradoxer oder widersprüchlicher Begriff“. Er habe also nicht zwangsläufig, wie der herkömmliche Konservatismus, die Bewahrung eines aktuellen, für gut erachteten gesellschaftlich oder kulturellen Status quo, sondern die Bewahrung bzw. Wiederherstellung eines fiktiven, vorgeblich schon immer gegebenen „natürlichen Idealzustandes“ zum Ziel.
Da er sich an außerhalb der Historie festgemachten Werten und einer angeblich existenziellen Substanz, der genannten Ordre de coeur, orientiert, kann er also situativ ebenso revolutionär schaffend und zerstörend wie konservativ erhaltend und auch reaktionär orientiert sein. Dass er sich in der damaligen Zeit eher als revolutionär begriff, liegt allein an den aus seiner Sicht „momentan zugeschütteten Ewigkeitswerten“. So schreibt Gustav Steinbömer im Jahr 1932:

„Um die Verknüpfung der Welt mit einer höheren Ordnung zu erhalten, muß der Konservatismus heute zerstören und kann gegenüber dem rechnerisch und nihilistischen Werteempfinden und dessen politisch-institutioneller Entsprechung in der Demoplutokratie nur revolutionär sein […].“

### Verhältnis zum Liberalismus
Die durchgehende Ablehnung des Liberalismus und der auf ihm beruhenden Institutionen war ein wesentliches, aber kein alleiniges Merkmal annähernd aller Vertreter der Konservativen Revolution, das sie mit einem Großteil der damaligen Bevölkerung und Parteien – unabhängig von deren politischer Ausrichtung – verband.

„Der Liberalismus war der Prügelknabe der Weimarer Republik, von links wie von rechts. Er galt als Inbegriff und Wurzel aller negativen Entwicklungen und Erscheinungen. Aus seiner Ideenwelt stammt der Parlamentarismus, und mit ihm die Einrichtung von politischen Parteien.“

Als historischen Ausgangspunkt der aus ihrer Sicht „verhängnisvollen Entwicklung“ verortet die Konservative Revolution die Aufklärung und speziell die Französische Revolution. Der Liberalismus und seine Auswirkungen werden in den Schriften ihrer Vertreter durch Gleichsetzung mit Formulierungen wie „seelenloser Mechanismus“, „Atomismus“, „krankhafter Individualismus“, „Nihilismus“, „Wertelosigkeit“ oder „kultureller Verfall“ polemisch diskreditiert. So wirft Moeller van den Bruck in Das Dritte Reich dem Liberalismus vor, er habe „Kulturen untergraben, […] Religionen vernichtet, […] Vaterländer zerstört. Er war die Selbstauflösung der Menschheit“. Als Gegenmodell zu einer Gesellschaft, die letztendlich nur auf einer „Summierung von Einzelinteressen“ beruhen würde, wurden in Weiterentwicklung des auf Ferdinand Tönnies beruhenden Modells (Gemeinschaft und Gesellschaft) diverse Gemeinschaftsmodelle propagiert.
Die Kritik beschäftigte sich dabei gleichermaßen mit konkreten und aktuellen Erscheinungsformen des Parlamentarismus wie mit einer grundsätzlichen und nicht nur ephemeren Kritik an dessen Axiomen.
So bemerkt z. B. der in seinen Grundprinzipien antiliberale Carl Schmitt, dass es ihm im Prinzip darum gehe, „den letzten Kern der Institution des Parlamentarismus zu treffen“. Auch manche damalige Schriften des sich selber allerdings als „unpolitischen Sensor“ sehenden Ernst Jünger sind von einem starken Antiliberalismus geprägt. So prognostiziert Jünger 1926, der zukünftige Staat werde national, sozial, wehrhaft und autoritativ gegliedert sein.
Liberales Gedankengut und Demokratie wurde von Vertretern der Konservativen Revolution wie dem TAT-Kreis mitunter in folgenden Worten abgelehnt:

„Man suche sich die Formen und Gestaltungen heraus, die der Liberalismus hervorgebracht hat und die seine ureigensten Produkte sind. Man kann heute an jede von ihm ein Kreuz machen. Sie ist dem Untergang geweiht.“

Dem Gedanken des Liberalismus entspringende Ideen wie Demokratie, Parlamentarismus, Repräsentation, Parteien u. a. wurden als einfache Folgeerscheinungen des Liberalismus entweder abgelehnt oder in „entkernender Weise“ umgedeutet. Demokratische Vordenker wie Jean-Jacques Rousseau wurden von Vertretern der Konservativen Revolution in vager Berufung auf die Volonté générale beliebig uminterpretiert.

„Wer Individualist ist, Mechanisierung und Gleichheit wirklich will, kann Demokrat sein, wer aber den Kulturstaat will, wer etwas Geistiges vom Staate verlangt, kann nicht mehr Demokrat sein.“

Demokratie und Diktatur waren in dieser Vorstellungswelt keine Gegensätze. Moeller van den Bruck verstand Demokratie nicht als Einhaltung der entsprechenden Verfassungs- und Verfahrensnormen, sondern nur als „Anteilnahme des Volks an seinem Schicksal“. Somit konnte auch eine Diktatur demokratisch sein. Ganz ähnlich formulierte Edgar Julius Jung in seinem Buch Die Herrschaft der Minderwertigen: „Der Ruf nach einer demokratischen Diktatur wird verständlich, weil sie geeignet erscheint, die Berührung zwischen Führer und Volk erneut herzustellen.“

### Staatsgedanke und Gesellschaftsmodelle
Mit der Ablehnung des modernen, demokratischen Staatsgedankens der Weimarer Republik standen die Vertreter der Konservativen Revolution nicht allein da. Einflussreiche Denker wie Alfred Weber oder Carl Schmitt formulierten ähnliche Kritik an Theorie und Praxis von Staat und Gesellschaft.
Man verachtete die Weimarer Republik als einen schwachen (von den Siegermächten des Ersten Weltkriegs mit Absicht so entworfenen) Nachtwächterstaat ohne wirkliche äußere Souveränität. Er sei der Austragung von Interessengegensätzen von Parteien, Verbänden und Einzelnen ausgesetzt und werde daran zugrunde gehen. Hierbei wurde besonders das Vordringen wirtschaftlicher Mächte in die Politik kritisiert und abgelehnt. Dieses Interessenkampfes sollte er enthoben werden, um die Nation als eine über allen Parteiungen stehende machtvolle Instanz wieder in Zucht und Ordnung zu halten. Die Autoren der Konservative Revolution traten für eine geschlossene Einheit von Volk und Staat ein, wodurch letzterer seine Macht ungestört würde entfalten können. Der jungkonservative Publizist Heinrich von Gleichen-Rußwurm formulierte dies folgendermaßen:

„Im Weimarer Staat machten sich die Machtansprüche der Parteien geltend. Hier mußte ein Ende gemacht werden. Man hatte endlich begriffen, daß ein Staat Staat sein muß, d. h. um der staatlichen Hoheit willen.“

Speziell der individualistische Ausgangspunkt des auf Thomas Hobbes, John Locke und Jean-Jacques Rousseau zurückgehenden staatstheoretischen Vertragsdenkens wurde als „typisch britisch“ abgelehnt. Es würde dem „deutschen Wesen“ diametral entgegenstehen und die Bildung einer wahren Volksgemeinschaft verhindern. Oswald Spengler drückte dies 1919 in folgenden Worten aus:

„Im Politischen gibt es keine Wahl; jede Kultur und jedes einzelne Volk einer Kultur führt seine Geschäfte und erfüllt sein Schicksal in Formen, die mit ihm geboren und die dem Wesen nach unabänderlich sind. […] Wir brauchen die Befreiung von den Formen der englisch-französischen Demokratie. Wir haben eine eigene.“

Die Demokratie sah er als „Formlosigkeit in jedem Sinne als Prinzip“, den Parlamentarismus als „verfassungsmäßige Anarchie“ und die Republik als „Verneinung jeder Art von Autorität“.
Stattdessen wurde ein starker, autoritärer und keiner innerweltlichen oder transzendenten Legitimation von außen mehr bedürfender Staat angestrebt. Dieser wird damit in Nachfolge des hegelschen Staatsgedankens fast zu einem höchstens noch vagen „Volkswillen oder Wohl“ verpflichteten Selbstzweck bzw. zu einem „Staat um seiner selbst willen“. Julius Binder beschrieb diesen 1933 als eine „ursprüngliche, selbstherrliche, nicht von den Bürgern abgeleitete Herrschaft, eine autoritäre Gewalt,“ und Friedrich Gogarten meinte 1932: „Die Hoheit des Staates bedarf keiner weiteren Sanktionierung, auch nicht durch die Kirche.“
Von vielen Vertretern der Konservativen Revolution wurden ständische, korporative Modelle als Organisationsformen der Gesellschaft angestrebt. Diese seien organische Staatsauffassungen, die aus der Betonung der Ungleichheit der Menschen die Notwendigkeit einer – vorgeblich in der Natur begründeten – hierarchischen Ordnung in an die Ständeordnung des Mittelalters angelehnten Stufen ableiten. Wegweisend war hierfür Othmar Spanns Schrift Der wahre Staat aus dem Jahr 1921, in der er ausführt,

„daß jeder niedere Stand geistig vom jeweils höheren nach dem geistigen Lebensgesetz aller Gemeinschaft und Gemeinschaftsverbindung Unterordnung des Niedern unter das Höhere geführt wird.“

Ständestaatlichen Ideen ist somit eine Elitevorstellung zu eigen, die auch einen autoritären oder totalen Staat – trotz der Bedeutung von Dezentralisierung und Selbstverwaltung im Ständestaat – und das Führerprinzip als durchaus damit vereinbar und sich ergänzend erscheinen lässt. Dennoch ist zu erwähnen, dass sich zumindest der TAT-Kreis um Hans Zehrer gleichermaßen gegen die Versuche der Errichtung eines autoritären Staates durch Franz von Papen als auch die Absolutsetzung einer Partei im Nationalsozialismus wandte.

### Nationaler Sozialismus der Konservativen Revolution
Verschiedene Vertreter der Konservativen Revolution, wie Spengler, Sombart, Niekisch und die Lensch-Cunow-Haenisch-Gruppe standen auch dem Sozialismus nahe und strebten einen nationalen Sozialismus an. Ein dem marxistischen Impuls verwandter antikapitalistischer und antibürgerlicher Grundzug ist durchaus festzustellen. So schreibt Kurt Sontheimer:

„Freilich war auch hier der Übergang von einem marxistisch-sozialistischen Entwurf eines neuen Wirtschafts- und Gesellschaftssystems der Nation zum Gedanken der als deutscher Sozialismus ausgegebenen Volksgemeinschaft, die im selbstlosen Dienst für den Staat wirkt, durchaus fließend. Darum erhielt der für die antikapitalistische, antibürgerliche und pronationale Haltung zutreffende Doppelbegriff des nationalen Sozialismus nie eine eindeutig Kontur.“

Der Sozialismusbegriff unterschied sich insofern von dem der „traditionell Linken“, als die soziale Frage gegenüber dem Willen, einen starken Staat zu bilden, stärker in den Hintergrund trat.
Der dem Sozialismus unentbehrliche Fortschrittsgedanke und Glaube an die Möglichkeit eines nach Rousseau zum „Besseren und Guten“ befähigten und durch pädagogische Bemühungen dazu „umzuwandelnden“ Menschen ist den meisten Vertreten der Konservativen Revolution eher fremd.
Der Sozialismus der Konservativen Revolution lehnt ebenfalls das für den traditionellen Sozialismus fundamentale Postulat eines anzustrebenden Egalitarismus zugunsten einer gestuften, „natürlichen Rangordnung“ ab, die sich z. B. in korporativen oder ständischen Strukturen verwirklichen lasse. So sieht Othmar Spann in Der wahre Staat die Forderung nach Gleichheit als degenerationsfördernd:

„Sofern dabei durchgängig die große Menge die Höheren herabzieht und beherrscht, in der großen Menge jedoch abermals der Abschaum zur Herrschaft drängt, drängt Gleichheit zuletzt gar auf Herrschaft des Lumpenproletariats hin.“

Ein wesentlicher Unterschied zum Marxismus und Sozialismus war die durchgehende Ablehnung des Internationalismus und „Fremden“. Dies zeigt sich schon an den verwandten bzw. neu geschaffenen Begriffen „nationaler Sozialismus“, „deutscher Sozialismus“ und „preußischer Sozialismus“ (bei Spengler).
Ein weiterer wichtiger Unterschied zum traditionellen Sozialismus besteht in der Außerachtlassung ökonomischer Gesichtspunkte. Genaue Begriffe, Forderungen und Analysen wie z. B. die Erlangung der Verfügungsgewalt über die Produktionsmittel, eine gerechtere Verteilung des Nationaleinkommens und eine Theorie des Klassenkampfes sucht man hier vergebens. Sozialismus wird meist als eine vage, volkshafte, durch die Autorität des Staates zusammengehaltene Ordnung verstanden, in welcher der Einzelne seine egoistischen Interessen zugunsten des Dienstes an der Gemeinschaft aufgibt. Die Klassengegensätze sollten in einer homogenen Volksgemeinschaft aufgehoben werden, und die Stärkung der Arbeiterschaft wurde als Mittel zur Stärkung der Nation begriffen.
Der Nationale Sozialismus versteht sich dabei auch als Weiterentwicklung bzw. verbesserte Fortentwicklung und Überwindung des Marxismus. Für Moeller van den Bruck beginnt der Sozialismus erst da, „wo Marxismus endet“. Dieser „deutsche Sozialismus“ sei dazu berufen, den Liberalismus weltweit abzulösen. Das Spektrum der sozialistischen Vorstellungen ist in sich dennoch vielfältig. Es reicht von einem traditionellen Sozialismus in nationalem Rahmen, wie im TAT-Kreis, bis zur völligen Umbiegung des Sozialismus-Begriffs in Richtung auf einen nationalen Einheitsstaat. Dabei ist die Konservative Revolution – auch aufgrund mancher inhaltlicher Berührungspunkte – bemüht, sich von damals populären nationalbolschewistischen Vorstellungen und Modellen abzugrenzen. Die Übernahme, Umdeutung und Besetzung von Begriffen der sozialistischen Arbeiterbewegung der 1920er Jahre bildet einen weiteren Baustein der Konservativen Revolution.

### Rassismus und Antisemitismus
Das Verhältnis von der Konservativen Revolution zugeordneten beziehungsweise dieser nahestehenden Vertretern zum Rassismus und Antisemitismus ist unterschiedlich. Viele Personen wie Ernst Jünger, Edgar Julius Jung, Jörg Lanz von Liebenfels, Wilhelm Stapel, Theodor Fritsch, August Winnig, Willibald Hentschel oder Carl Schmitt bekannten sich zumindest in einer Phase ihres Wirkens mehr oder weniger offen zu rassistischem oder antisemitischem Gedankengut und förderten dies teilweise auch.
So schrieb Jung 1930, obwohl er eine Abstufung staatsbürgerlicher Rechte nach rassenmäßigen Gesichtspunkten ablehnte und Antisemitismus als Politik des Ressentiments kritisierte, von der „Tatsache wertvoller und minderwertiger Rassen“, die „den Niedergang der antiken Kulturen durch rassische Zersetzung mitverschuldet“ habe, und forderte die Emanzipation der Juden als Staatsbürger durch die „Hebung rassisch wertvoller Bestandteile des deutschen Volkes“ und die „Verhinderung minderwertigen Zustromes“ zu revidieren. August Winnig schrieb in Befreiung 1926 und in Das Reich als Republik 1928: „Blut und Boden sind das Schicksal der Völker.“ Willibald Hentschel entwickelte Projekte einer arischen Rassenzüchtung; Jörg Lanz von Liebenfels sprach vom „reingezüchteten und verklärten weißen Mensch der Zukunft“ und Carl Schmitt betonte 1936:

„Mit einem nur gefühlsmäßigen Antisemitismus ist es nicht getan; es bedarf einer erkenntnismäßig begründeten Sicherheit. […] Wir müssen den deutschen Geist von allen Fälschungen befreien, Fälschungen des Begriffes Geist, die es ermöglicht haben, dass jüdische Emigranten den großartigen Kampf des Gauleiters Julius Streicher als etwas ‚Ungeistiges’ bezeichnen konnten.“

Ernst Jünger distanzierte sich zwar von biologisch-rassisch begründeter Judenfeindschaft und half an der Ostfront verfolgten Juden, trat aber vor dem Krieg für eine politische und kulturelle Trennung von Deutschtum und Judentum ein und kritisierte 1930 den vorhandenen Antisemitismus als „zu wenig wirksam und effizient“. Im Jahr 1925 schrieb Jünger:

„Im gleichen Maße jedoch, in dem der deutsche Wille an Schärfe und Gestalt gewinnt, wird für den Juden auch der leiseste Wahn, in Deutschland Deutscher zu sein, unvollziehbarer werden und er wird sich vor seiner letzten Alternative sehen, die lautet: in Deutschland entweder Jude zu sein oder nicht zu sein.“

Der Stand der Forschung zu einem eventuell untergründigen Antisemitismus des allerdings nur von Mohler der Konservativen Revolution zugerechneten Thomas Mann ist nicht eindeutig.
Wenige wie Oswald Spengler oder Othmar Spann distanzierten sich mehr oder minder eindeutig von Rassismus und Antisemitismus. In den Theorien Spanns ist eine antisemitische Diskriminierung nicht erforderlich, und die nationalsozialistischen Rassentheorien werden von ihm abgelehnt.
Oswald Spengler, der sich in Jahre der Entscheidung – Deutschland und die weltgeschichtliche Entwicklung 1933 ausdrücklich von der nationalsozialistischen Rassenideologie distanzierte, lehnte schon in Der Untergang des Abendlandes 1918 den Begriff der Rasse als unwissenschaftlich ab:

„Eine feste Einteilung der Rassen, der Ehrgeiz aller Völkerkundler, ist unmöglich. Der bloße Versuch widerspricht schon dem Wesen des Rassemäßigen, und jeder überhaupt denkbare systematische Entwurf ist eine unvermeidbare Fälschung und Verkennung dessen, worauf es ankommt. Rasse ist, im Gegensatz zu Sprache, durch und durch unsystematisch.“

Der Historiker Heinrich August Winkler resümiert, dass die Autoren der Konservativen Revolution zwar in der Regel Antisemiten waren, ihre Judenfeindschaft aber für sie weniger zentral war als für die Nationalsozialisten. Sie habe sich im Rahmen des deutschen „Konsensantisemitismus“ bewegt und nicht den Charakter einer „Quasireligion“ angenommen, wie es bei den Nationalsozialisten der Fall gewesen sei.

### Verhältnis zum Nationalsozialismus
Die Konservative Revolution wird in Politik- und Geschichtswissenschaft als Wegbereiter der Herrschaft des Nationalsozialismus behandelt. Die konservativen Revolutionäre waren indes in der Regel keine aktiven Nationalsozialisten, lehnten nationalsozialistische Ideen aber auch nicht grundsätzlich ab. Heinrich August Winkler sieht den Hauptunterschied zum Nationalsozialismus neben dem unterschiedlichen Gewicht, das der Antisemitismus in beiden Bewegungen hatte, in der größeren totalitären Konsequenz des Nationalsozialismus und seiner schärferen Frontstellung der Konservativen Revolution gegen den Liberalismus, wohingegen bei den Nationalsozialisten der Antimarxismus im Vordergrund gestanden habe.
Nach Mohler nahm der Nationalsozialismus wie bei anderen Gruppen so auch bei der Konservativen Revolution – speziell bei den Völkischen und den Nationalrevolutionären – Anleihen auf und könne somit als ein vergröbernder Verwirklichungsversuch ihrer Ideen aufgefasst werden. Auch der Historiker Rolf Peter Sieferle sieht keinen grundsätzlichen Unterschied zwischen Nationalsozialismus und Konservativer Revolution. Vielmehr sei der Nationalsozialismus eine „reale konservative Revolution“ gewesen.
Thomas Mann bezeichnete in einer Tagebuchnotiz vom 26. September 1933 den Nationalsozialismus als „politische Wirklichkeit jener konservativen Revolution“. Der Nationalsozialismus wurde von vielen Vertretern der Konservativen Revolution als eine prinzipiell zu begrüßende, ihre Vorstellungen vorbereitende und teilweise realisierende Entwicklung begrüßt, die noch „zu verbessern“ oder „zu überwinden“ sei. Im Frühjahr 1932 etwa formulierte Ernst Forsthoff in seinem Sammelband Was wir vom Nationalsozialismus erwarten seine Forderung auf einen totalen Staat, der den Liberalismus überwinden werde. 1933 stimmte er dann der Diktatur der Nationalsozialisten begeistert zu. Der Nationalsozialismus wurde als ein nützliches, später aber entbehrliches und selber zu beseitigendes Werkzeug zur praktischen Umsetzung der Vorstellungen der Konservativen Revolution betrachtet. So schreibt Hans Bogner 1932:

„Es kommt nicht auf das Programm an, nicht auf den Führer; bei einem Gefäß der Wahl und Werkzeug der Geschichte soll man nicht nach dem Eigenwert fragen. Aber man darf nicht hoffen, daß der konservative Glaube je in besserer Form solche Mengen erfaßt. Die kleine Schar des konservativen Gedankens, die schon um die Ausgestaltung nach-demokratischer Herrschaftsformen ringt, kann erst dann tätig werden, wenn er [der Nationalsozialismus] ihr den Boden bereitet hat.“

Andere Konservativ-Revolutionäre fühlten sich wegen des Elitedünkels, den sie kultivierten, vom proletarischen Gestus der nationalsozialistischen Massenbewegung nicht angesprochen. Die Ambivalenz zwischen Bewunderung und „intellektueller Distanz“ wird an folgendem Text von Edgar Julius Jung recht deutlich:

„Die geistigen Voraussetzungen für die deutsche Revolution wurden außerhalb des Nationalsozialismus geschaffen. Der Nationalsozialismus hat gewissermaßen das ‚Referat Volksbewegung‘ in dieser großen Werksgemeinschaft übernommen. Er hat es grandios ausgebaut und ist zu einer sozialen Macht geworden. […] Ich habe Achtung vor der Primitivität einer Volksbewegung, vor der Kämpferkraft siegreicher Gauleiter und Sturmführer. Aber ihre Arriviertheit gibt ihnen nicht das Recht, sich als das Salz der Erde zu betrachten und den geistigen Vorkämpfer geringzuachten …“

Die Einordnung von Vertretern der Konservativen Revolution in den Widerstand gegen den Nationalsozialismus, wie Mohler sie vornimmt, muss besonders unter dem Gesichtspunkt des Verhältnisses zweier sich in Weltanschauung und manchen Einzelvorstellungen nahestehenden und trotzdem in Konkurrenz zueinander befindlichen Gruppierungen betrachtet werden. Mohler beschreibt das Verhältnis beider zueinander als das einer „relativ unbeweglichen Massenpartei“ zu einem „geistig regeren kleineren Kreise“. Er charakterisiert die Konservative Revolution in Analogie zur russischen Revolution als „Trotzkisten des Nationalsozialismus“, die nach der „Machtergreifung“ der „Partei“ meist besonders harter Verfolgung als „Häretiker“ ausgesetzt seien. Zudem werden diese Personen entweder nur von Mohler der Konservativen Revolution zugerechnet (Niemöller, Schulze-Boysen) oder sie sind nur sehr eingeschränkt als Widerständler zu bezeichnen (Niekisch). Nach Hans Mommsen setzte sich der „nationalkonservative Widerstand“ zumeist aus Männern zusammen, die die Politik des NS-Regimes anfangs teilweise begrüßten und ihm loyal gegenüberstanden. Aufklärerische Traditionen wie der Liberalismus wurden von ihnen nach wie vor abgelehnt.
Die Reaktion von Vertretern der Konservativen Revolution auf die Machtübernahme und das Regime reichen von mehr oder minder ausgeprägter Zustimmung oder Mitarbeit über „Rückzug ins Privatleben“ (Friedrich Hielscher), vorsichtige Distanzierung oder passiven, verdeckten Protest (Spengler, Friedrich Georg Jünger in seinem Gedicht Der Mohn, Ernst Jünger in seiner Erzählung Auf den Marmorklippen), Emigration (Otto Strasser, Hans Ebeling) bis zu offenem Widerstand (Niekisch, Niemöller, Stauffenberg, Harro Schulze-Boysen, Jung). Die Repressionen seitens des Nationalsozialismus reichen von Behinderung der Wirkungsmöglichkeiten (Albrecht Erich Günter, Ernst Jünger) bis zu Verhaftung und Ermordung in Konzentrationslagern (Niemöller, Othmar Spann, Harro Schulze-Boysen, Albrecht Haushofer und Ernst Niekisch).

### Verhältnis zum Christentum
Auch wenn das Christentum – besonders in seiner kirchlichen Form und vielen seiner Repräsentanten – und der Konservatismus im heutigen und noch stärker im „Weimarer“ Alltagsverständnis meist in vielen Punkten als eng verwandt empfunden werden (was in Blick auf die „Altkonservativen“ zum Teil auch gerechtfertigt erscheint), sind die Unterschiede zwischen den fundamentalen Positionen der meisten Vertreter der Konservativen Revolution und des Christentums dennoch größer als die Gemeinsamkeiten.
Als ein fundamentaler Unterschied ist die gänzlich andere Auffassung von „Sinn und Ziel der Geschichte“ zu begreifen. Während die Konservative Revolution diese meist als einen „im Werden“ begriffenen, von Risiken und Zwischenstufen begleiteten (manchmal wie bei Spengler auch zirkulären) Vorgang ohne exakt absehbares Endergebnis begreift, betont das christliche Geschichtsbild eher den „linearen, aufwärtsgerichteten“ und „vorherbestimmten Gang“ der Entwicklung vom Tod Christi bis zum Jüngsten Gericht.
Ein weiterer fundamentaler Unterschied ist die Antwort auf die Frage nach dem „absoluten Wert des Individuums“. Die christliche Lehre betont, auch in den Schriften vieler Denker wie z. B. Romano Guardini, explizit den „Wert und die unteilbare Würde des Individuums“ gegenüber den Interessen jeglicher Gemeinschaft, Gesellschaft oder Assoziation.
Diese christliche „Wertschätzung des Individuums“ scheint mit Äußerungen mancher Vertreter der Konservativen Revolution, die ein wie auch immer gestaltetes Kollektiv dem Einzelnen vorordnen, unvereinbar. Ein Beispiel für die angestrebte „organische Gemeinschaft“ mag dabei folgendes, in theologischem Duktus gehaltenes Zitat von Herbert Ullmann aus dem Jahr 1929 sein:

„Ich gebe, damit du gebest: dies ist die auf einen Individualismus gegründete Gesellschaft. Ich gebe mich ganz, um aus der Gemeinschaft mein Ich gesteigert zurückzuempfangen: dies das eigentliche innerliche Erlebnis der Gemeinschaft.“

Trotz dieser grundsätzlichen Unterschiede ist festzustellen, dass manche der Konservativen Revolution zugeordnete Menschen, wie Hermann Ullmann, August Winnig, Martin Niemöller, Friedrich Gogarten, Hans Althaus, mit ihren „in die Nähe jungkonservativer Lehren führenden Bemühungen“, überzeugte Christen waren, die der Meinung waren, christliche Glaubensgrundsätze mit den Zielen der Konservativen Revolution in Übereinstimmung bringen zu können.

## Hauptgruppen der Konservativen Revolution
Armin Mohler fasste „Nationalrevolutionäre, Jungkonservative, Völkische, Bündische“ und „Landvolkbewegung“ als die fünf Hauptgruppen der Konservativen Revolution, die es allerdings unter diesen Sammelbezeichnungen im Untersuchungszeitraum des Autors, den 1920er und 1930er Jahren, nicht gab.

### Völkische
Die auf die wilhelminische Zeit zurückgehende, radikal judenfeindliche völkische Bewegung vereinigte synkretistisch verschiedenste Ansätze. Sie berief sich auf Begriffe wie „Rasse“, „Nordische Rasse“, das „Germanentum“ oder auf den Gegensatz zwischen einer „hellen Lichtrasse“ und ihrem Gegenpart. Dabei werde der Begriff der Rasse nicht nur biologisch, sondern auch kultürlich, z. B. als „gemeinsame Sprache“ oder „Ausdruck einer Landschaftsseele“, aufgefasst. Das Christentum wurde teilweise, z. B. in Germanisierung des Christentums von Arthur Bonus oder in Ein arischer Christus? von Jakob Wilhelm Hauer, im „arischen Sinn“ umgedeutet. Die Gruppe steht ferner diversen esoterischen, spiritistischen und neopaganistischen Lehren und Theorien – wie z. B. der „Suche nach Atlantis“ oder Lehren der sogenannten „Theozoologie“ – nahe. Diese würden teilweise dazu verwandt, die rassistischen Ideen zu untermauern. Obgleich sich einzelne völkische Organisationen und Personen dem Nationalsozialismus in unterschiedlich enger Form anschlossen und die „Machtergreifung“ Hitlers von völkischer Seite mehrheitlich begrüßt wurde, verloren die nach 1933 fortbestehenden völkischen Organisationen rasch an Bedeutung. Den Völkischen werden unter anderem Theodor Fritsch, Willibald Hentschel, Otto Ammon, Houston Stewart Chamberlain, Guido von List, Jörg Lanz von Liebenfels, Herman Wirth, Ernst Graf zu Reventlow, Erich Ludendorff, Ludwig Woltmann und Jakob Wilhelm Hauer zugeordnet.
Seitens der Völkischen Bewegung bestanden weniger ideologische als vielmehr politisch-praktische und machtpolitische Widersprüche zum Nationalsozialismus. So entwickelten die Vertreter der Völkischen keine zum Nationalsozialismus vergleichbaren Sozialprogramme (wiewohl es auch einige völkische Gewerkschaften wie z. B. den Deutschnationalen Handlungsgehilfen-Verband gab). Viele ihrer Anführer machten sich in Konkurrenz zu Hitler Hoffnungen, „Führer“ einer „Deutschen Revolution“ zu werden.

### Nationalrevolutionäre
Die Vertreter der Nationalrevolutionären Bewegung waren im Allgemeinen jünger und von den Fronterlebnissen des Ersten Weltkriegs und der Niederlage von 1918 entscheidend geprägt. Bei ihnen sei der „revolutionäre Wille“ am stärksten ausgeprägt. Das konservative, bewahrende Element trete demgegenüber stark in den Hintergrund. Sie seien von allen Gruppen am ehesten bereit gewesen, Fortschritt und Technik zur Erreichung ihrer Ziele – allerdings nicht als Ziel an sich – zu akzeptieren. So schreibt Franz Schauwecker 1931:

„Denn diese Zeit ist nur wert vernichtet zu werden. Aber um sie zu vernichten, muss man sie zuerst kennen. […] Man mußte die Technik völlig sich unterwerfen, indem man sie bis ins letzte durchformte. […] Die Bewunderung des Apparates – das war das Gefährliche. Er verdiente keine Bewunderung, er musste nur benutzt werden.“

Bei ihnen sei als einziger Gruppe eine starke Affinität zu sozialen Fragen und zum Sozialismus vorhanden. Eine Aufteilung in die üblichen Schemata von „Rechts und Links“ lehnten sie ab. Eine unkapitalistische Ordnung sei aus ihrer Sicht wünschenswert, könne aber nur auf der Basis der Nation geschaffen werden. Sie stehen damit dem Nationalbolschewismus am nächsten und betrachten den sowjetrussischen Versuch durchaus mit Sympathie. Der TAT-Kreis um Hans Zehrer steht nach Mohler zwischen Nationalrevolutionären und Jungkonservativen. Vertreter dieser Gruppe sind unter anderem Ernst Jünger, Friedrich Georg Jünger, Friedrich Hielscher, Ernst von Salomon, Hartmut Plaas, Franz Schauwecker, Harro Schulze-Boysen und die Kreise um Otto Strasser und Ernst Niekisch.

### Jungkonservative
Der Name Jungkonservative hat sich für eine Anzahl von Personen eingebürgert, die sich ab 1918 unter der geistigen Führung von Moeller van den Bruck bildete. Der Wortbestandteil „Jung“ deutet dabei auf die Abgrenzung zum bloß bewahrenden bzw. auch reaktionären Konservatismus hin. Von den Gruppen der Völkischen und der Nationalrevolutionäre würden sie sich dadurch unterscheiden, dass der „revolutionäre Wille“ bei ihnen weit weniger ausgeprägt erscheine. Ihre Vorstellungen seien konkreter ausgearbeitet und betonten die Bedeutung einer klaren gesellschaftlichen Gliederung. Ihre Idealvorstellung verweise auf eine überstaatliche im Heiligen Römischen Reich deutscher Nation am ehesten verwirklichte Form. Den auf einem einheitlichen Volk beruhenden geschlossenen Nationalstaat lehnten sie als zu eng gefasste Lösung ebenso ab wie ein imperialistisches, auf verschiedenen Volksgruppen basierendes staatliches Gebilde. Der Staatsentwurf Bismarcks wird daher ebenso wie der Hitlers verworfen. Außerdem fände sich bei den Jungkonservativen als einziger der fünf Gruppen ein deutlicher inhaltlicher sowie personeller Bezug zum Christentum. Edgar Julius Jung drückte dies 1933 wie folgt aus:

„Der Nationalstaatsgedanke ist die Übertragung individualistischer Lehren vom Einzelmenschen auf den Einzelstaat. Seine Gefahr ist die Ausrottung fremden Volkstums. […] Staat und Volkstum sind nur im nationaldemokratischen Denken gleichbedeutend. […] Der Überstaat (Reich) ist eine Herrschaftsform, die sich über den Volkstümern erhebt, und sie deshalb unangetastet lassen kann. Nur darf er nicht total sein wollen, er muß Autonomien und Eigenständigkeiten anerkennen.“

Als Vertreter der Jungkonservativen sieht Mohler unter anderem Arthur Moeller van den Bruck, den frühen Thomas Mann, Heinrich von Gleichen-Rußwurm, Edgar Julius Jung, Hans Bogner, August Winnig, Hermann Ullmann, Wilhelm Stapel, Ulrich von Brockdorff-Rantzau, Hans von Seeckt, Friedrich Gogarten, Georg Quabbe, Paul Althaus, Othmar Spann und mit Einschränkungen Carl Schmitt.

### Bündische und Landvolk
Die beiden Gruppen der Bündischen Jugend und der Landvolkbewegung unterscheiden sich nach Mohler von den anderen dreien dadurch, dass sie mehr handlungsorientiert und weniger theoriefixiert sind, und Ansätze zu eigenen Theorien meist aus dem Gedankenfundus der drei anderen Gruppen synthetisieren.

#### Bündische Jugend
Bei der Bündischen Jugend, die sich eher als elitären Lebensbund empfand, erlangten symbolische Handlungen und feierlich-mythische Formen Bedeutung. Teile der bündischen Jugend waren bis 1933 in ihren politischen Ansichten so weit in die Nähe des Nationalsozialismus gerückt, dass sie sich als Teil der „nationalen Erhebung“ verstehen konnten. Eine zeitweilige Wirkung konnten diese Gruppen dadurch entfalten, dass viele ihrer Vertreter zwischen 1933 und 1935 mittlere Führungsaufgaben in der Hitlerjugend übernahmen. Mohlers Einordnung der gesamten Jugendbewegung in die Konservative Revolution wird von dem Politikwissenschaftler Gideon Botsch als „simplifizierend“ kritisiert.

#### Landvolkbewegung
Die Landvolkbewegung – eine politische Kraft aus Schleswig-Holstein (später auch in anderen Reichsgebieten) –, die gegen Ende der 1920er Jahre meist passiven Widerstand in Form von Demonstrationen, Steuerboykotten (allerdings auch bis zu Anschlägen) zur Durchsetzung materieller und ideeller „agrarischer Interessen“ leistete, wird von Mohler ebenfalls der Konservativen Revolution zugerechnet.

### Einteilung nach Sieferle
Rolf Peter Sieferle (1995) unterscheidet den „völkischen Komplex“, den „Komplex des nationalen Sozialismus“, den „Komplex des revolutionären Nationalismus“, den „aktivistisch-vitalen Komplex“ und weniger ausgeprägt den „Komplex des biologischen Naturalismus“.

## Typologische Einordnung

### Deutscher Ultranationalismus
Für Stefan Breuer (1995) besteht das Grundprofil der Konservativen Revolution in einem revolutionären, extremen und totalitären Nationalismus. Diese ideologische Komponente sei so ausgeprägt gewesen, dass hier alle Unterschiede zwischen den unterschiedlichen Protagonisten in den Hintergrund traten.

### Eigenständige Form eines „deutschen Faschismus“
Der britische Faschismusforscher Roger Griffin (1995) betrachtet die „Konservative Revolution“ als eigene „species of fascism“ und einen „non-Nazi German fascism“. Ebenso sieht der israelische Historiker und Faschismusforscher Zeev Sternhell (2010) in ihr „eine Form des deutschen Faschismus, die klar vom Nationalsozialismus unterschieden werden muss“. Für den Historiker Volker Weiß (2011) entspricht die deutsche Konservative Revolution „der Entwicklung des Faschismus seit George Sorel [sic!] in den romanischen Ländern“, bzw. könne man mindestens den Edgar-Jung-Kreis, der einen „Neuen Staat“ in Form einer „kommissarische[n] Diktatur einer Elite“ propagierte, als „deutsche Spielart des europäischen Faschismus“ betrachten. Dieser einflussreiche, vom Nationalsozialismus verschiedene Teil des deutschen Rechtsradikalismus habe jedoch infolge des Aufstiegs der NSDAP an Gewicht verloren und sei daher „aus dem politischen Gedächtnis der Deutschen fast verschwunden“.
Demgegenüber lehnt Stefan Breuer (1995) in seinem Standardwerk Anatomie der konservativen Revolution eine typologische Zuordnung der Konservativen Revolution zum Faschismus ab, hält aber fest, sie habe „wohl mit dem Faschismus ein Stück Weges gemeinsam und historisch die Rolle eines Zuarbeiters gespielt, wenngleich diese wiederum auch nicht überschätzt werden darf […]“. Ebenso sieht Breuer ähnliche Zuschreibungen wie „präfaschistisch“ oder „edelfaschistisch“ bezogen auf die Konservative Revolution als „irreführend“ an.

## Nach 1945
Nach 1945 wurde und wird der Begriff erweitert verwandt: Er dient nun auch zur Klassifizierung sich auf die Konservative Revolution berufender „neurechter Ideen“; darüber hinaus wird er in öffentlichen Debatten über die Formulierung gesellschaftlich kontrovers diskutierter Äußerungen einzelner Autoren sowie zur Kennzeichnung diverser internationaler neokonservativer Strömungen benutzt.

### Konservative Revolution und Neue Rechte
Etliche Vertreter der Neuen Rechten beziehen sich ausdrücklich auf Gedanken und Strategien der Konservativen Revolution. So schreibt Armin Pfahl-Traughber:

„Die neue Rechte bezieht sich unmittelbar auf die Theoretiker der Konservativen Revolution und kann von daher als ihr geistiger Erbe in der Gegenwart bezeichnet werden. Obwohl sie mit ähnlichen Positionen und Strategien arbeitet wie ihr Vorbild, konnte sie bislang weder eine ähnliche Bedeutung noch ähnliche Wirkung entfalten.“

Die Neue Rechte stellt dabei nach Uwe Backes und Eckhard Jesse eine „intellektuell vergleichsweise anspruchsvolle Strömung des Rechtsextremismus dar, welche sich am Vorbild der Konservativen Revolution der Weimarer Republik orientiert und mit einer metapolitischen Strategie in erster Linie auf die Umwertung bestehender Werte zielt.“ Der neurechte Historiker und Mitbegründer des Instituts für Staatspolitik, Karlheinz Weißmann, betont ebenso den Zusammenhang beider Strömungen, insofern sich „postmoderne“ Gedanken der Neuen Rechten bereits zum Teil in der Konservativen Revolution anzutreffen seien.
Die Wiederbelebung der Ideen der Konservativen Revolution ging nach dem Krieg zuerst nicht von Deutschland, sondern von Frankreich aus, wo sich die Intellektuellengruppe Groupement de recherche et d’études pour la civilisation européenne (GRECE) herausbildete. Bei dieser Nouvelle Droite gibt es einen starken Bezug zu den deutschen Denkern der Konservativen Revolution. Alain de Benoist verfasste ein Buch über Arthur Moeller van den Bruck, forderte eine „Kulturrevolution von rechts“ und gibt seit 1990 eine Buchreihe mit dem Titel Konservative Revolution heraus.
Die von verschiedenen Politologen als Sprachrohr der Neuen Rechten bezeichnete Wochenzeitung Junge Freiheit und manche ihrer Autoren beziehen sich auf die Tradition der Konservativen Revolution und verweisen auf „die Wurzeln einer heutigen intellektuellen Rechten, die ja nicht im luftleeren Raum stehe“. 1993 warb die Zeitung Abonnenten mit dem Slogan „Jedes Abo eine konservative Revolution“.
Alexander Dobrindt, Vorsitzender der CSU-Landesgruppe im Deutschen Bundestag, bediente sich 2018 in einem Gastbeitrag für Die Welt des Begriffes „konservative Revolution“: Er forderte die Stärkung einer neuen Bürgerlichkeit, die seiner Ansicht nach die Mehrheit der bundesdeutschen Bevölkerung repräsentiere. Obwohl es „keine linke Republik und keine linke Mehrheit in Deutschland“ gebe, beherrschten durch die 68er-Bewegung begründete, linke Ideen die Debatte. „Auf die linke Revolution der Eliten“ folge daher eine „konservative Revolution der Bürger“. Volker Weiß ist von Dobrindts Argumentation insofern nicht überrascht, als Armin Mohler, der Promoter des Begriffs „konservative Revolution“, bereits Franz Josef Strauß beraten habe.
Auch Denker der russischen nationalistischen Rechten, wie zum Beispiel Alexander Dugin, der Mitbegründer der Nationalbolschewistischen Partei Russlands, beziehen sich auf Gedanken der Konservativen Revolution.

### Öffentliche Diskussionen
Auch in öffentlichen Diskussionen über extrem kontrovers diskutierte Äußerungen von Autoren wie Peter Sloterdijk (Regeln für den Menschenpark), Ernst Nolte (Historikerstreit), Botho Strauß, Peter Handke oder Martin Walser wird gelegentlich der Vorwurf einer Repopularisierung der Konservativen Revolution erhoben. So verortet Die Berliner Literaturkritik einige zeitgenössische Autoren in einer irrationalen, antiaufklärerischen Tradition der Konservativen Revolution:

„Walsers in den letzten zwanzig Jahren stetig wachsender Hang zum Irrationalen und zum ‚Schicksal‘ wiederholt, wie auch bei Strauß und Handke, sattsam bekannte Motive der ‚Konservativen Revolution‘. Auch die versprengten Akteure dieses Antirationalismus – zu denen neben echten Obskurantisten wie Ludwig Klages oder Ernst Niekisch immerhin auch Thomas Mann und Gottfried Benn gehörten – waren der ‚Zivilisation‘ und der Aufklärung müde.“

Ein weiteres Beispiel dafür ist die Kritik an Uwe Tellkamps Roman Der Eisvogel aus dem Tagesspiegel:

„Der Eisvogel ist das Plädoyer für eine konservative Revolution, und zwar für eine, wie sie Hugo von Hofmannsthal 1927 in seiner Münchner Rede über ‚Das Schrifttum als geistigen Raum der Nation‘ forderte, lange bevor der Begriff von der Neuen Rechten politisch okkupiert wurde.“

### Verwendung für neokonservative Strömungen
Seit den 1980er Jahren werden diverse neokonservative Bestrebungen in der Publizistik und vereinzelt in der Literatur als „Konservative Revolution“ (bzw. in teilweise anderer Begriffsdefinition als „New Conservative Revolution“) bezeichnet. So wurden und werden der Thatcherismus, Bestrebungen in der Republikanischen Partei um Barry Goldwater, Ronald Reagan und George W. Bush sowie konservative Tendenzen in Frankreich unter Nicolas Sarkozy in der Presse trotz aller Unterschiede häufig unter dem Begriff „Konservative Revolution“ subsumiert. Zum Beispiel überschrieb die Schweizer Zeitung Le Temps einen Artikel über Christoph Blocher mit dem Titel La révolution conservatrice.
Der Politikwissenschaftler Claus Leggewie verwendet den Begriff der Konservativen Revolution für die Christliche Rechte in den USA:

„Die konservative Revolution steht weiterhin auf der Tagesordnung. […] Die Christian Coalition verkörpert den Aufstieg der christlichen Rechten und ist heute ‚das stärkste und mobilste Bataillon der konservativen Revolution‘.“